# (19482) Harperlee
(19482) Harperlee est un astéroïde de la ceinture principale.

## Description
(19482) Harperlee est un astéroïde de la ceinture principale. Il fut découvert le 25 avril 1998 à La Silla par Eric Walter Elst. Il présente une orbite caractérisée par un demi-grand axe de 3,17 UA, une excentricité de 0,18 et une inclinaison de 11,2° par rapport à l'écliptique.

## Compléments